# Дієгезис
Дієгезис — тип зображення дійсності у творах художньої літератури — на відміну від міметичного — зображає можливий, вигаданий світ, у якому трапляються наратовані ситуації та події; це такий спосіб викладу, у якому об'єкти та події саме описуються, про них розповідається (у тому числі детально).